# Unione cinematografica italiana
L'Unione cinematografica italiana (UCI) fu un consorzio italiano per la produzione cinematografica attivo negli anni 1920.

## Storia
Alla fine della prima guerra mondiale il cinema italiano fu colpito da una grave crisi produttiva e di mercato. Per tentare di far riguadagnare all'Italia un posto nel mercato cinematografico mondiale, il 9 gennaio 1919 a Roma,  i produttori cinematografici Giuseppe Barattolo e il barone Alberto Fassini, rispettivamente patron della Caesar Film e della Cines, insieme ad altri soci, fondarono la "Società anonima Unione cinematografica italiana" sulla base di un capitale sociale di 30 milioni di lire, e con l'appoggio della Banca Italiana di Sconto e la Banca Commerciale Italiana. Nell'UCI confluirono altre case cinematografiche italiane dell'epoca tra le quali la  Ambrosio Film, la Itala Film, la Gloria Film, la D'Ambra Film e molte altre.
A questo gruppo decisero di non aderire le case cinematografiche Lombardo Film e la Società Anonima Stefano Pittaluga.
L'obbiettivo prefissato dall'UCI fu quello di arginare la spietata e invasiva concorrenza dei produttori cinematografici statunitensi e tedeschi, ma i suoi limiti finanziari e produttivi gli impedirono di poter competere sul mercato, visto che la maggior parte delle pellicole prodotte rimanevano invendute nei magazzini. Negli anni a venire l'UCI conobbe il suo declino, aggravato dal fallimento della Banca di Sconto del 1921 e l'ingresso di capitali tedeschi, e ciò non significò la crisi soltanto della stessa società, ma anche dell'intera industria cinematografica nazionale, visto che a chiudere furono diverse imprese appartenenti al consorzio.
L'attività principale dell'UCI fu essenzialmente quella di distributore di film prodotti dalla case cinematografiche che aderirono al consorzio, e pochi furono quelli prodotti direttamente dalla società, che non riscossero un gran successo di pubblico, ma tra questi di discreta rilevanza vi furono il documentario dedicato al primo anniversario della marcia su Roma (Benito Mussolini, il duce invitto, celebra e consacra il primo anniversario della marcia su Roma - 1923) e il film Quo Vadis? (1925). Tra l'altro, scarsa era pure la qualità delle pellicole con le quali si producevano i film, acquistate in blocco e vecchie di anni.
L'UCI venne dichiarata fallita e liquidata nel 1926 e i suoi impianti di produzione furono rilevati dal produttore Stefano Pittaluga.